# Manuel Quezon
Manuel Luis Quezon y Molina, född 19 augusti 1878, död 1 augusti 1944, var en filippinsk politiker och nationalistledare.
Quezon studerade vid Colegio de San Juan de Letran och därefter vid Santo Tomas-universitetet i Manila.  År 1903, blev han advokat. 
Quezon blev guvernör för Tayabas provins 1905. Han blev 1907 vald till landets första församling, där han tjänade som majoritetsledare. Han blev vald till Filippinernas senat 1916 och var där senatspresident från 1916 till 1935. År 1935 blev han vald till Filippinernas andra president. Han flydde till USA under andra världskriget, eftersom Japan ockuperade Filippinerna. Från USA ledde han under kriget en exilregering.
1. ↑  hämtat från: franskspråkiga Wikipedia.[källa från Wikidata]